# Ласо, Матиас
Мати́ас Ферна́надо Ла́со Сапа́та (исп. Matías Fernando Lazo Zapata; род. 11 июля 2003, Арекипа) — перуанский футболист, защитник клуба «Мельгар».

## Клубная карьера
Ласо — воспитанник клуба «Мельгар». 2 ноября 2020 года в матче против «Альянса Лима» он дебютировал в перуанской Премьере. 

## Международная карьера
В 2023 году в составе молодёжной сборной Перу Ласо принял участие в молодёжном чемпионате Южной Америки в Колумбии. На турнире он сыграл в матче против сборной Бразилии.